# Cheyenne megye (Nebraska)
Cheyenne megye az Amerikai Egyesült Államokban, azon belül Nebraska államban található. Megyeszékhelye és legnagyobb városa Sidney. Lakosainak száma 9468 fő (2020. április 1.). Cheyenne megye Morrill, Logan, Garden, Deuel, Banner, Kimball és Sedgwick megyékkel határos.

## Népesség
A megye népességének változása:
| Lakosok száma | 9961 | 9960 | 10 065 | 10 091 | 10 167 | 9468 |
|               | 2010 | 2011 | 2012   | 2013   | 2015   | 2020 |